# Stutz Motor Car Company of America

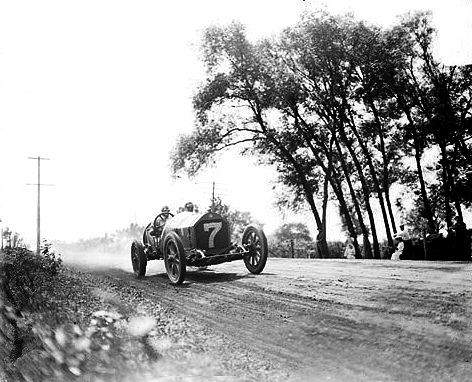
Stutz-Rennwagen pilotiert von Gil Andersen in Elgin (1912)

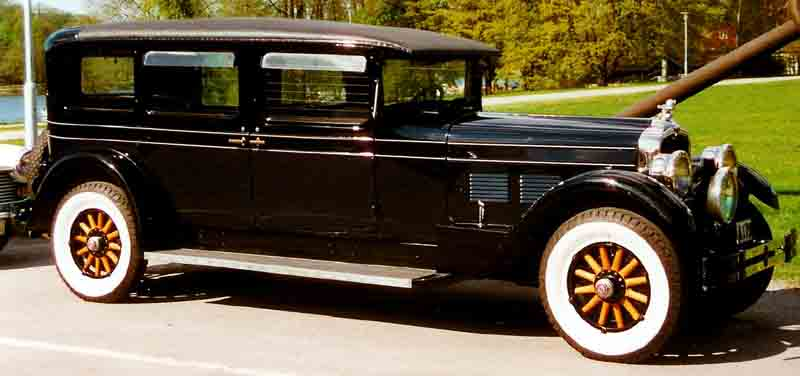
Stutz Vertical Eight AA Limousine (1927)

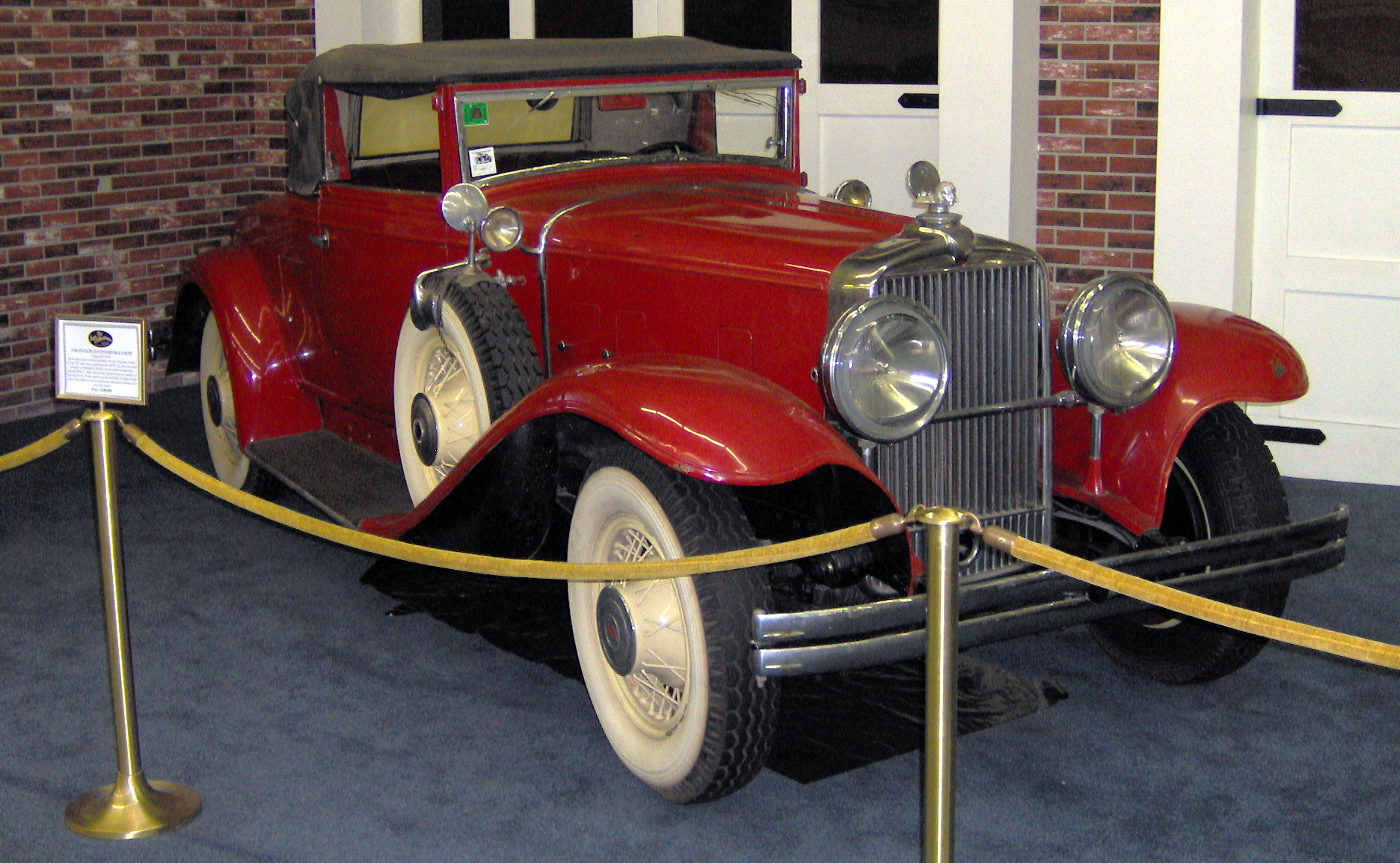
Stutz DV-32 Cabriolet (1930)

Die Stutz Motor Car Company of America, in einer anderen Quelle verkürzt zu Stutz Motor Car Company, war ein US-amerikanischer Hersteller von Oberklasse-Automobilen, der zu den „legendären amerikanischen Vollblutmarken der Vorkriegszeit“ gehörte. Die Stutz-Modelle hatten den Ruf außergewöhnlicher Sportlichkeit. Das Unternehmen stellte 1936 nach wirtschaftlichen Schwierigkeiten die Automobilproduktion ein.

## Unternehmensgeschichte
Der 1876 in Ohio geborene Ingenieur Harry C. Stutz beschäftigte sich seit 1898 mit dem Bau von Prototypen motorisierter Kutschen. Er hatte sich im Laufe der Jahre immer stärker mit dieser Thematik befasst. 1910 gründete er die Stutz Auto Parts Company zur Teilefertigung und 1911 die Ideal Motor Company zur Fahrzeugproduktion. Beide Unternehmen waren in Indianapolis im US-Bundesstaat Indiana ansässig. 1911 begann die Automobilproduktion. Der Markenname lautete Stutz.
Im Mai 1913 schloss Stutz die beiden Unternehmen zusammen und wählte die neue Firmierung Stutz Motor Car Company of America.
In den folgenden Jahren entwickelte Stutz seinen Roadster weiter. Er nannte ihn Bearcat und hatte Erfolg damit. Um den steigenden Kapitalbedarf, der sich aus dem Bau einer neuen Produktionsstätte sowie den Aufwendungen für Forschung und Entwicklung ergab, decken zu können, wandelte Stutz sein Unternehmen 1916 in eine Aktiengesellschaft um.
1919 übernahm Hauptanteilseigner Allan Ryan das Unternehmen. Er musste jedoch zwei Jahre später Insolvenz anmelden und die Stutz Motor Car Company of America wurde von einer Gruppe von Finanzinvestoren übernommen. Der amerikanische Ingenieur Frederick E. Moskowics führte seitdem das Unternehmen. Mitte der 1920er-Jahre leitete er einen Kurswechsel ein: Die Produktion von Roadstern wurde zu Gunsten von luxuriösen Limousinen eingestellt, von denen in den folgenden Jahren mehrere Modelle präsentiert wurden. Gleichwohl hatten die Stutz-Modelle nach wie vor sportliche Fahrleistungen. 1929 wurde mit dem Blackhawk das letzte Modell unter Moskowics’ Führung fertiggestellt, der im folgenden Jahr die Geschäfte an Edgar Gorrell abgab. Von 1929 bis 1930 wurde ein Modell unter der Marke Blackhawk vertrieben.
Die Weltwirtschaftskrise trieb die Gesellschaft an den Rand des finanziellen Ruins. Die Stutz-Modelle, bei denen es sich regelmäßig um sehr teure Fahrzeuge handelte, trafen nicht mehr den Geschmack der zahlungskräftigen Kundschaft. Die Kunden bevorzugten leise, komfortable Automobile, Anforderungen, die Stutz mit seinen noch immer sportlich ausgelegten Modellen nicht erfüllen konnte. In den 1930er-Jahren verkaufte Stutz daher jährlich weit weniger Fahrzeuge als die Konkurrenzmarken Cadillac, Packard, Lincoln und Pierce-Arrow. 1930 entstanden noch 649 Fahrzeuge, und 1932 und 1933 waren es jeweils weniger als 50. 1932 erwirtschaftete Stutz einen Verlust von 315.000 US-$, 1933 betrug der Verlust eine halbe Million US-$ und 1934 noch einmal 250.000 $. Das Unternehmen bot seine teuren Autos ungeachtet dessen bis 1936 an, verkaufte aber jährlich nur noch sehr wenige. 1936 fertigte Stutz nur noch sechs Autos. In diesem Jahr versuchte Stutz, einen kleinen Pak-Age-Car genannten Lieferwagen in Serie zu produzieren und so die Einnahmen zu erhöhen. Es gelang dem Unternehmen jedoch nicht mehr, das Auto zur Serienreife zu bringen. Insgesamt entstanden rund 1600 Stutz Pak-Age-Cars.
Am 3. April 1937 beantragte die Stutz Motor Car Company die Eröffnung des Insolvenzverfahrens. Die Schulden des Unternehmens waren zu dieser Zeit auf insgesamt 733.000 US-$ angestiegen. Da sich die Gläubiger nicht auf eine Neustrukturierung des Unternehmens einigen konnten, wurde Stutz 1939 aufgelöst. Der Pak-Age-Car wurde durch Auburn von der Diamond T Truck Company übernommen.

## Fahrzeuge

### Markenname Stutz
Stutz bot in den 1930er-Jahren zwei Baureihen an, die sich in erster Linie durch die Motorisierung unterschieden. Die Baureihe SV16 wurde von einem Reihenachtzylindermotor mit zwei Ventilen pro Zylinder angetrieben. Der deutlich teurere DV32 hatte den gleichen Basismotor, aber vier Ventile pro Zylinder. Seine Höchstleistung betrug 161 PS bei 3900 Umdrehungen pro Minute. Beide Modelle wurden bis 1936 angeboten, wobei dem Werk infolge knapper Finanzmittel im Laufe der Jahre jeweils nur geringfügige technische Veränderungen möglich waren. Die Entwicklung eines Zwölfzylindermotors wie Lincoln oder eines V16 wie Cadillac oder Marmon konnte sich Stutz nicht leisten. Stattdessen experimentierte das Unternehmen mit einem Kompressor, der aufgrund seiner Lautstärke allerdings nicht mit den Komfortansprüchen der Kundschaft vereinbar war und deshalb nicht in Serie produziert wurde. Für beide Baureihen bot Stutz in den 1930er-Jahren verschiedene Aufbauten an, die teilweise von unabhängigen Karosserieherstellern entworfen worden waren und zugeliefert wurden. Weymann, Fleetwood, LeBaron und Waterhouse stellten einige Aufbauten im Auftrag von Stutz her.
| Jahr | Modell            | Zylinder | Leistung (PS) | Radstand (cm) | Aufbau |
| ---- | ----------------- | -------- | ------------- | ------------- | --- |
| 1912 | Model A           | 4        | 60            | 305           | Roadster 2-sitzig, Toy Tonneau 4-sitzig, Tourenwagen 5-sitzig, Bearcat 2-sitzig, Coupé 4-sitzig |
| 1912 | Model A           | 6        | 70            | 315           | Toy Tonneau 4-sitzig, Bearcat 2-sitzig |
| 1912 | Model A           | 6        | 70            | 330           | Tourenwagen 6-sitzig |
| 1913 | Series B          | 4        | 60            | 305           | Roadster 2-sitzig, Toy Tonneau 4-sitzig, Bearcat 2-sitzig |
| 1913 | Series B          | 4        | 60            | 315           | Tourenwagen 4-sitzig und 6-sitzig |
| 1913 | Series B          | 6        | 70            | 315           | Bearcat 2-sitzig, Toy Tonneau 4-sitzig |
| 1913 | Series B          | 6        | 70            | 330           | Tourenwagen 6-sitzig |
| 1914 | Series 4 E        | 4        | 50            | 305           | Roadster 2-sitzig, Bearcat, Tourenwagen 5-sitzig |
| 1914 | Series 6 E        | 6        | 55            | 330           | Roadster 2-sitzig, Tourenwagen 6-sitzig |
| 1915 | Series HCS        | 4        | 35            | 274           | Roadster 2-sitzig |
| 1915 | Series 4 F        | 4        | 50            | 305           | Roadster 2-sitzig, Bearcat, Coupé, Bulldog, Tourenwagen 5-sitzig, Limousine 5-sitzig |
| 1915 | Series 6 F        | 6        | 55            | 330           | Roadster 2-sitzig, Bearcat, Coupé, Tourenwagen 5-sitzig und 6-sitzig, Limousine 5-sitzig |
| 1916 | Series C          | 4        | 50            | 305           | Roadster 2-sitzig, Bearcat, Bulldog, Limousine |
| 1916 | Bulldog Special   | 4        | 50            | 330           | Tourenwagen 4-sitzig und 5-sitzig |
| 1917 | Series R          | 4        | 80            | 305           | Bearcat |
| 1917 | Series R          | 4        | 80            | 330           | Roadster 2-sitzig, Bulldog Special 4-sitzig und 6-sitzig |
| 1918 | Series S          | 4        | 80            | 305           | Bearcat |
| 1918 | Series S          | 4        | 80            | 330           | Roadster 2-sitzig, Bulldog Special 4-sitzig und 6-sitzig |
| 1919 | Series G          | 4        | 80            | 305           | Bearcat |
| 1919 | Series G          | 4        | 80            | 330           | Tourenwagen 6-sitzig, Roadster 2-sitzig, C. C. Tourenwagen 4-sitzig |
| 1920 | Series H          | 4        | 80            | 305           | Bearcat 2-sitzig |
| 1920 | Series H          | 4        | 80            | 330           | Roadster 2-sitzig, Tourenwagen 4-5-sitzig und 6-7-sitzig |
| 1921 | Series K          | 4        | 80            | 305           | Bearcat 2-sitzig |
| 1921 | Series K          | 4        | 80            | 330           | Roadster 2-sitzig, Tourenwagen 4-sitzig und 6-sitzig, Coupé 4-sitzig |
| 1922 | Series KLDH       | 4        | 80            | 305           | Bearcat |
| 1922 | Series KLDH       | 4        | 80            | 305           | Coupé 3-sitzig, Roadster 2-sitzig, Tourenwagen 6-sitzig, Sport 4-sitzig |
| 1923 | Six               | 6        | 75            | 305           | Limousine 5-sitzig, Tourenwagen 5-sitzig, Roadster |
| 1923 | Speedway Four     | 4        | 88            | 330           | Tourenwagen 6-sitzig, Sportlimousine, Coupé 4-sitzig, Roadster, Bearcat, California Tourenwagen, California Sportster |
| 1924 | Special Six       | 6        | 75            | 305           | Phaeton 5-sitzig, Tourabout, Roadster 2-sitzig, Palanquin, Limousine 5-sitzig |
| 1924 | Speedway Six      | 6        | 80            | 330           | Roadster 2-sitzig, Bearcat 2-sitzig, Tourenwagen 6-sitzig, Coupé 4-sitzig |
| 1925 | Series 693–694    | 6        | 80            | 305           | Phaeton 5-sitzig, Tourabout 5-sitzig, Roadster 2-sitzig, Coupé 4-sitzig, Limousine 5-sitzig |
| 1925 | Series 695        | 6        | 80            | 330           | Tourster 7-sitzig, Sportster 5-sitzig, Suburban 7-sitzig, Sportbrohm, Limousine 7-sitzig |
| 1926 | Vertical Eight AA | 8        | 92            | 333           | Speedster 4-sitzig und 5-sitzig, Victoria Coupé 4-sitzig, Brougham 5-sitzig, Limousine 5-sitzig, Rumbleseat Coupé 4-sitzig |
| 1927 | Vertical Eight AA | 8        | 92            | 333 und 368   | Speedster 4-sitzig und 5-sitzig, Coupé 2-sitzig und 4-sitzig, Brougham 5-sitzig, Limousine 5-sitzig und 7-sitzig |
| 1928 | Series BB         | 8        | 110           | 333 und 368   | Speedster 2-sitzig und 4-sitzig und 5-sitzig und 7-sitzig, Black Hawk Speedster 2-sitzig und 4-sitzig, Victoria Coupé 4-sitzig, Coupé 2-sitzig, Limousine 5-sitzig und 7-sitzig, Brougham 5-sitzig, Cabrio Coupé 2-sitzig, Deauville 4-sitzig, Chantilly Limousine 5-sitzig, Monaco Coupé 4-sitzig, Riv Limousine 5-sitzig, Biarritz Limousine 7-sitzig, Chamonix Limousine 5-sitzig, Fontainbleau 7-sitzig, Aix Les Baines 5-sitzig, Versailles 7-sitzig, Prince of Wales 5-sitzig und 8-sitzuig, Transformable Town Car |
| 1929 | Model M           | 8        | 113           | 342           | Speedster 4-sitzig und 7-sitzig, Speed Car 2-sitzig, Coupé 4-sitzig und 5-sitzig, Cabriolet 2-sitzig, Limousine 5-sitzig und 6-sitzig und 7-sitzig, Chantilly Limousine 5-sitzig, Monaco Coupé 5-sitzig, Deauville 5-sitzig, Biarritz 5-sitzig, Fontainbleau 7-sitzig, Aix Les Baines 7-sitzig, Brougham 6-sitzig, Brougham Limousine, Transformable Cabriolet 5-sitzig, Transformable Town Car 5-sitzig und 7-sitzig |
| 1930 | Model MA          | 8        | 113           | 342           | Speedster 2-sitzig und 4-sitzig, Coupé 2-sitzig und 5-sitzig, Limousine, Cabriolet, Longchamps, Versailles, Torpedo |
| 1930 | Model MB          | 8        | 113           | 368           | Speedster 4-sitzig und 7-sitzig, Limousine 5-sitzig und 6-sitzig und 7-sitzig, Cabriolet, Chaumont, Monte Carlo, Brougham, Brougham Limousine, Transformable Cabriolet, Transformable Town Car, Transformable Touring Cabriolet |
| 1931 | Model LA          | 6        | 85            | 324           | Speedster 4-sitzig, Coupé 4-sitzig und 5-sitzig, Limousine, Cabriolet Coupé |
| 1931 | Model MA          | 8        | 113           | 342           | Speedster 4-sitzig, Torpedo, Coupé 4-sitzig und 5-sitzig, Cabriolet Coupé, Limousine, Longchamps, Versailles |
| 1931 | Model MB          | 8        | 113           | 368           | Speedster 7-sitzig, Limousine 5-sitzig und 6-7-sitzig und 7-sitzig, Cabriolet Coupé, Cabriolimousine, Chaumont, Monte Carlo, Brougham, Brougham Limousine, Transformable Cabriolet, Transformable Town Car, Transformable Town Cabriolet |
| 1932 | Model LAA         | 6        | 85            | 324           | Limousine, Coupé 4-sitzig und 5-sitzig, Club Sedan |
| 1932 | Model SV-16       | 8        | 115           | 342           | Speedster 4-sitzig, Torpedo, Coupé 4-sitzig und 5-sitzig, Limousine 5-sitzig und 6-sitzig, Club Sedan, Cabriolet Coupé, Longchamps, Versailles, Cont. Coupé |
| 1932 | Model SV-16       | 8        | 115           | 368           | Speedster 7-sitzig, Limousine 5-sitzig und 6-sitzig und 7-sitzig, Cabriolimousine, Chaumont, Brougham, Monte Carlo, Brougham Limousine, Transformable Cabriolet, Prince of Wales, Convertible Victoria, Sport Limousine, Tuxedo Cabriolet, Patrician Coupé, Transformable Town Car |
| 1932 | Model DV-32       | 8        | 156           | 342           | Bearcat, Speedster 4-sitzig, Torpedo, Coupé 4-sitzig und 5-sitzig, Limousine 5-sitzig und 6-sitzig, Club Sedan, Cabriolet Coupé, Longchamps, Versailles, Cont. Coupé |
| 1932 | Model DV-32       | 8        | 156           | 368           | Speedster 7-sitzig, Limousine 5-sitzig und 6-sitzig und 7-sitzig, Cabriolimousine, Chaumont, Brougham, Monte Carlo, Brougham Limousine, Transformable Cabriolet, Prince of Wales, Convertible Victoria, Sport Limousine, Tuxedo Cabriolet, Patrician Coupé, Transformable Town Car |
| 1932 | Model DV-32       | 8        | 156           | 295           | Super Bearcat |
| 1933 | Model LAA         | 6        | 85            | 324           | Limousine 5-sitzig, Coupé 4-sitzig und 5-sitzig, Club Sedan 5-sitzig, Cabriolet Coupé 4-sitzig |
| 1933 | Model SV-16       | 8        | 115           | 342           | Speedster 4-sitzig, Torpedo 2-sitzig, Coupé 4-sitzig, 5-sitzig, Limousine 5-sitzig, Club Sedan 5-sitzig, Cabriolet Coupé 4-sitzig, Versailles 5-sitzig |
| 1933 | Model SV-16       | 8        | 115           | 368           | Speedster 4-sitzig, Limousine 5-sitzig und 6-sitzig und 7-sitzig, Cabriolet Coupé 4-sitzig, Cabriolimousine 5-sitzig, Chaumont 5-sitzig, Brougham 6-sitzig, Monte Carlo 5-sitzig, Brougham Limousine 6-sitzig, Town Car 7-sitzig |
| 1934 | Model SV-16       | 8        | 115           | 342           | Speedster, Torpedo, Coupé 4-sitzig und 5-sitzig, Cabriolet Coupé, Club Sedan, Limousine 5-sitzig, Versailles |
| 1934 | Model SV-16       | 8        | 115           | 368           | Cabriolet Coupé, Limousine 7-sitzig, Chaumont, Monte Carlo |
| 1934 | Model DV-32       | 8        | 156           | 342           | Speedster, Torpedo, Coupé 4-sitzig und 5-sitzig, Cabriolet Coupé, Club Sedan, Limousine 5-sitzig, Versailles |
| 1934 | Model DV-32       | 8        | 156           | 368           | Cabriolet Coupé, Limousine 7-sitzig, Chaumont, Monte Carlo |
| 1935 | Model SV-16       | 8        |               | 340 und 368   | Speedster 2-sitzig, Coupé 2-sitzig, Limousine 5-sitzig und 7-sitzig |
| 1935 | Model DV-32       | 8        |               | 340 und 368   | Speedster 2-sitzig, Coupé 2-4-sitzig, Limousine 5-sitzig und 7-sitzig |

Quelle:

### Markenname Blackhawk

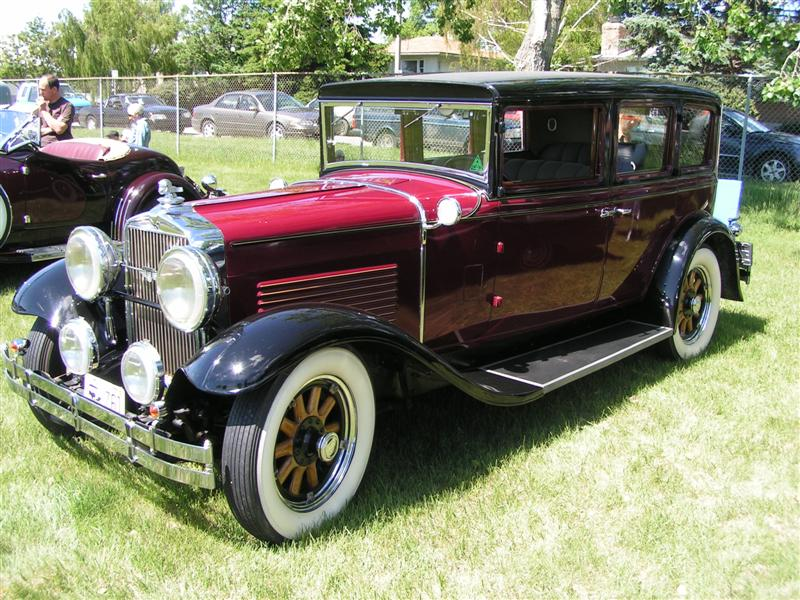
Blackhawk (1929)

Der Markenname Blackhawk wurde 1929 für ein paar Modelle eingeführt, die weniger leistungsstark und nicht so hochwertig, aber dafür billiger waren. 1929 wurden 1310 Fahrzeuge verkauft. Im Folgejahr sank die Zahl auf 280 Fahrzeuge. Daraufhin wurde die Marke eingestellt. Im Angebot standen zwei Modelle, die den gleichen Radstand von 324 cm hatten. Das Model L-6, im zweiten Produktionsjahr ohne Bindestrich geschrieben, hatte einen Sechszylindermotor mit 85 PS Leistung. Ein Achtzylindermotor mit 90 PS Leistung trieb das Model L-8 bzw. 1930 Model L 8 an. Zur Wahl standen zwei- und viersitzige Speedster, zwei- und fünfsitzige Coupés, ein Cabrio-Coupé, eine fünfsitzige Limousine sowie vier- bis fünfsitzige Aufbauten mit Weymann-Karosserie mit den Namen Chantilly, Deauville und Monaco.
| Jahr | Modell    | Zylinder | Leistung (PS) | Radstand (cm) | Aufbau |
| ---- | --------- | -------- | ------------- | ------------- | --- |
| 1929 | Model L-6 | 6        | 85            | 324           | Speedster 2- und 4-sitzig, Coupé 2- und 5-sitzig, Cabrio-Coupé 4-sitzig, Sedan 5-sitzig, Weymann Chantilly 5-sitzig, Weymann Monaco 4-sitzig, Weymann Deauville 4-sitzig |
| 1929 | Model L-8 | 8        | 90            | 324           | Speedster 2- und 4-sitzig, Coupé 2- und 5-sitzig, Cabrio-Coupé 4-sitzig, Sedan 5-sitzig, Weymann Chantilly 5-sitzig, Weymann Monaco 4-sitzig, Weymann Deauville 5-sitzig |
| 1930 | Model L 6 | 6        | 85            | 324           | Sedan 5-sitzig, Coupé 2- und 5-sitzig, Speedster 2- und 4-sitzig, Cabrio-Coupé, Weymann Chantilly 5-sitzig, Weymann Monaco 4-sitzig, Weymann Deauville 4-sitzig          |
| 1930 | Model L 8 | 8        | 90            | 324           | Sedan 5-sitzig, Coupé 2- und 5-sitzig, Speedster 2- und 4-sitzig, Cabrio-Coupé, Weymann Chantilly 5-sitzig, Weymann Monaco 4-sitzig, Weymann Deauville 4-sitzig          |

Quelle:

## Renneinsätze
1911 setzte Stutz einen Wagen bei den 500 Meilen von Indianapolis ein, der auf einen elften Platz kam. Gil Andersen war der Fahrer. 1912, 1913, 1914, 1915 und 1919 waren ebenfalls Stutz-Fahrzeuge am Start.

## Produktionszahlen
| Jahr  | Produktionszahl Stutz | Produktionszahl Blackhawk |
| ----- | --------------------- | ------------------------- |
| 1912  | 266                   |                           |
| 1913  | 759                   |                           |
| 1914  | 649                   |                           |
| 1915  | 1.079                 |                           |
| 1916  | 1.535                 |                           |
| 1917  | 2.207                 |                           |
| 1918  | 1.873                 |                           |
| 1919  | 1.544                 |                           |
| 1920  | 2.786                 |                           |
| 1921  | 3.860                 |                           |
| 1922  | 769                   |                           |
| 1923  | 1.602                 |                           |
| 1924  | 2.167                 |                           |
| 1925  | 2.190                 |                           |
| 1926  | 3.692                 |                           |
| 1927  | 2.906                 |                           |
| 1928  | 2.403                 |                           |
| 1929  | 2.320                 | 1.310                     |
| 1930  | 1.038                 | 280                       |
| 1931  | 310                   |                           |
| 1932  | 206                   |                           |
| 1933  | 80                    |                           |
| 1934  | 6                     |                           |
| 1935  | 2                     |                           |
| Summe | 36.249                | 1.590                     |

Quelle:

## Trivia
In der Simpsons-Folge Die Trillion-Dollar-Note fährt Charles Montgomery Burns einen dunkelbraunen 1936er Stutz Bearcat.

## Wiederbelebung des Markennamens Stutz
Die Stutz Motor Car of America verwendete zwischen 1970 und 1988 erneut den Markennamen Stutz.